# العلاقات البوليفية الكندية
العلاقات البوليفية الكندية هي العلاقات الثنائية التي تجمع بين بوليفيا وكندا.

## مقارنة بين البلدين
هذه مقارنة عامة ومرجعية للدولتين:
| وجه المقارنة                                              | بوليفيا                                          | كندا                     |
| --------------------------------------------------------- | ------------------------------------------------ | ------------------------ |
| المساحة (كم2)                                             | 1.10 مليون                                       | 9.98 مليون               |
| عدد السكان (نسمة)                                         | 11.05 مليون                                      | 35.70 مليون              |
| الكثافة السكانية (ن./كم²)                                 | 10.05                                            | 3.58                     |
| العاصمة                                                   | سوكري، لاباز                                     | أوتاوا                   |
| اللغة الرسمية                                             | اللغة الإسبانية، اللغة الأيمرية، كتشوا، غوارانية | لغة إنجليزية، لغة فرنسية |
| العملة                                                    | بوليفاريو بوليفي                                 | دولار كندي               |
| الناتج المحلي الإجمالي (بليون دولار)                      | 37.51 مليار                                      | 1.65 تريليون             |
| الناتج المحلي الإجمالي (تعادل القوة الشرائية) بليون دولار | 74.58 مليار                                      | 1.59 تريليون             |
| الناتج المحلي الإجمالي الاسمي للفرد دولار أمريكي          | 3.08 ألف                                         | 43.25 ألف                |
| الناتج المحلي الإجمالي للفرد دولار أمريكي                 | 6.63 ألف                                         | 45.07 ألف                |
| مؤشر التنمية البشرية                                      | 0.662                                            | 0.913                    |
| رمز المكالمات الدولي                                      | +591                                             | +1                       |
| رمز الإنترنت                                              | .bo                                              | .ca                      |
| المنطقة الزمنية                                           | 00                                               |                          |

## منظمات دولية مشتركة
يشترك البلدان في عضوية مجموعة من المنظمات الدولية، منها:
| علم المنظمة | اسم المنظمة                        | تاريخ انضمام بوليفيا | تاريخ انضمام كندا |
| ----------- | ---------------------------------- | -------------------- | ----------------- |
|             | الاتحاد البريدي العالمي            | ?                    | ?                 |
|             | مؤسسة التنمية الدولية              | 21 يونيو 1961        | 24 سبتمبر 1960    |
|             | منظمة حظر الأسلحة الكيميائية       | ?                    | ?                 |
|             | منظمة التجارة العالمية             | 12 سبتمبر 1995       | ?                 |
|             | الأمم المتحدة                      | 14 نوفمبر 1945       | 9 نوفمبر 1945     |
|             | منظمة الدول الأمريكية              | ?                    | 8 يناير 1990      |
|             | وكالة ضمان الاستثمار متعدد الأطراف | 3 أكتوبر 1991        | 12 أبريل 1988     |
|             | منظمة الشرطة الجنائية الدولية      | ?                    | ?                 |
|             | مؤسسة التمويل الدولية              | 20 يوليو 1956        | 20 يوليو 1956     |
|             | الاتحاد الدولي للاتصالات           | 1 يونيو 1907         | 1 يوليو 1908      |
|             | البنك الدولي للإنشاء والتعمير      | 27 ديسمبر 1945       | 27 ديسمبر 1945    |
|             | يونسكو                             | 13 نوفمبر 1946       | 4 نوفمبر 1946     |

## وصلات خارجية
- موقع وزارة الخارجية البوليفية
- موقع وزارة الخارجية الكندية